# Riacho dos Cavalos
Pour les articles homonymes, voir Riacho.
Riacho dos Cavalos est une ville brésilienne du nord-ouest de l'État de la Paraíba.
Sa population était estimée à 7 031 habitants en 2007. La municipalité s'étend sur 264 km2.